# Luigi Lamonica
Luigi Lamonica (Pescara, 18 dicembre 1965) è un ex arbitro di pallacanestro italiano.

## Carriera

### Italia
Comincia la propria attività come arbitro nel 1980 nella propria regione, e nel 1993 viene promosso nei campionati nazionali. Ha diretto varie finali scudetto, tra cui gara 5 della stagione 1997-98 tra Virtus Bologna e Fortitudo, e di Coppa Italia, superando le 500 partite arbitrate in Italia. Il suo ultimo anno da arbitro in Serie A è stato il 2015/2016 per limiti di età.

### Internazionale
La prima esperienza rilevante a livello internazionale è quella degli Europei Cadetti del 1997. Nel 2002 arbitra alle final four dell'Eurolega, e l'anno successivo è presente agli Europei 2003, dove arbitra la finale. Nel 2004 e nel 2005 è selezionato per le finali della FIBA Europe League; sempre nel 2005 dirige ai Mondiali under 21.
Viene selezionato per i Giochi olimpici 2008, dove dirige anche un incontro dei quarti di finale e la semifinale del torneo maschile, ed anche la semifinale del torneo femminile. Partecipa ai Mondiali 2010, arbitrandone la finale.
Nel 2011 viene designato per le final four di Eurolega e in estate arbitra anche agli Europei 2011 in Lituania. Nel 2012 viene designato per i Giochi olimpici di Londra e per le final four di Eurolega ad Istanbul, dove arbitra semifinale e finale, quest'ultima insieme anche al siciliano Tolga Sahin. Nel 2013 viene designato per la final four  di Eurolega a Londra, dove arbitra la semifinale ed è arbitro stand-by della finale. A settembre dello stesso anno è agli Europei in Slovenia, dove ha arbitrato anche la finale. Nel 2014 partecipa alla Coppa del Mondo. Dalla stagione 2016/17 arbitra solo in Eurolega per via del limite d'età della Federazione Italiana Pallacanestro che gli impedisce di arbitrare in serie A, oltre che della diatriba tra la FIBA e la competizione che lo costringe a rinunciare agli eventi per nazionali.
Ha scritto un libro, "Decidere", relativo alla sua esperienza alle Olimpiadi 2008, ai Mondiali 2010, all'Eurolega 2011, agli Europei 2011.
Il 2 giugno 2019 è stato insignito del titolo di cavaliere Ordine al merito della Repubblica italiana.
Dopo aver arbitrato la finale di Eurolega il 21 maggio 2022, annuncia la fine dell'attività di arbitro avendo raggiunto anche in tale competizione il limite d'età.